# Armin Rühl
Armin Rühl (* 5. April 1957 in Rettigheim) ist ein deutscher Schlagzeuger.
Bekanntheit erlangte er vor allem als Bandmitglied von Herbert Grönemeyer. Er unterstützt u. a. auch Michael Mittermeier und Lucy Diakovska (No Angels).
Als Siebenjähriger wurde er in die örtliche Blasmusikgruppe aufgenommen.
Mit 14 spielte er Schlagzeug in Schulbands, lernte die verschiedensten Musikrichtungen kennen und sammelte Liveerfahrungen.
Im Jahr 1978 spielte er seinen ersten professionellen Studio-Gig für Edo Zanki in den Hansa-Studios Berlin.
1986 trat er unentgeltlich beim Anti-WAAhnsinns-Festival gegen die geplante Wiederaufarbeitungsanlage Wackersdorf auf.
- 1985 – Herbert Grönemeyer Bandmitglied und Konzert im Bochumer Ruhrstadion vor 50.000 Menschen
- 1992 – Studioaufnahmen mit Herbert Grönemeyer
- 1992 – Gründung des „Trick Studios“ in Rauenberg bei Heidelberg
- 2003 – Herbert Grönemeyer Bandmitglied im Konzert für die Mensch-Tour auf Schalke vor 65.000 Menschen
- 2005 – Neues Projekt „Stahl“

## Diskografie
- 1986 Sprünge
- 1988 Ö
- 1990 Luxus
- 1992 So gut
- 1993 Chaos
- 1995 Unplugged Herbert
- 1995 Grönemeyer Live
- 1998 Bleibt alles anders
- 2002 Mensch
- 2007 12
- 2007 Hausmarke. First Take, no Click

### Individuelle Projekte
- Stahl: Gemeinsames Projekt mit Peter Stahl (Gitarre & Gesang) und Wolfy Ziegler (Bass & Gesang).
- Starboyzz: Gemeinsames Projekt u. a. mit Alfred Kritzer (Keyboarder der Grönemeyer-Band) und Norbert Hamm (Bassist der Grönemeyer-Band).
- die nacht der trommel: Gemeinsames Trommler-Projekt seit 2006 u. a. mit Mark Essien (Percussionist bei Grönemeyer-Band), Stefan Breuer, Boris Angst und Jens Weidenheimer.
- HAUSMARKE. First Take, no Click: Erstes Solo-Album von Armin Rühl. Entstanden in den Trick-Studios Rauenberg in Zusammenarbeit mit Stephan Ullmann (Produzent).